# 48. vestlige længdekreds
Den 48. vestlige længdekreds (eller 48 grader vestlig længde) er en længdekreds, der ligger 48 grader vest for nulmeridianen. Den løber gennem Ishavet, Grønland, Atlanterhavet, Sydamerika, det Sydlige Ishav og Antarktis.